# Igeltjärnen (Fryksände socken, Värmland, vid Bada)
Igeltjärnen är en sjö i Torsby kommun i Värmland och ingår i Göta älvs huvudavrinningsområde. Sjön har en area på 0,0516 kvadratkilometer och ligger 153 meter över havet.

## Delavrinningsområde
Igeltjärnen ingår i det delavrinningsområde (666644-134989) som SMHI kallar för Mynnar i Övre Fryken. Medelhöjden är 190 meter över havet och ytan är 36,14 kvadratkilometer. Räknas de 22 avrinningsområdena uppströms in blir den ackumulerade arean 261,08 kvadratkilometer. Badaälven (Östra Jolen) som avvattnar avrinningsområdet har biflödesordning 3, vilket innebär att vattnet flödar genom totalt 3 vattendrag innan det når havet efter 347 kilometer. Avrinningsområdet består mestadels av skog (67 procent) och öppen mark (12 procent). Avrinningsområdet har 0,28 kvadratkilometer vattenytor vilket ger det en sjöprocent på 0,8 procent.